# 안드로이드 NDK
안드로이드 네이티브 개발 키트(NDK)는 C/C++로 작성된 코드를 ARM 또는 X86 네이티브 코드(또는 64비트 변형)로 컴파일할 수 있는 교차 컴파일링 도구를 안드로이드용으로 제공한다. NDK는 클랭 컴파일러를 사용하여 C/C++를 컴파일한다. GCC는 NDK r17까지 포함되었지만 2018년 r18에서 제거되었다.

## 개요
네이티브 라이브러리는 표준 안드로이드 자바 클래스의 일부인 System.loadLibrary를 사용하여 안드로이드 런타임에서 실행되는 자바 코드에서 호출할 수 있다.
명령줄 도구는 NDK로 컴파일하여 adb를 사용하여 설치할 수 있다.
안드로이드는 바이오닉을 C 라이브러리로, LLVM libc++를 C++ 표준 라이브러리로 사용한다. NDK에는 다양한 다른 API도 포함되어 있다. Zlib 압축, OpenGL ES 또는 불칸 그래픽, OpenSL ES 오디오, 그리고 로깅, 카메라 접근 또는 신경망 가속과 같은 안드로이드 특정 API가 포함되어 있다.
NDK는 CMake와 자체 ndk-build(GNU Make 기반)에 대한 지원을 포함한다. 안드로이드 스튜디오는 Gradle에서 이 중 하나를 실행하는 것을 지원한다. 다른 타사 도구는 NDK를 이클립스 및 비주얼 스튜디오에 통합할 수 있도록 한다.
CPU 프로파일링을 위해 NDK에는 리눅스 perf 도구와 유사하지만 안드로이드 및 특히 혼합된 자바/C++ 스택에 대한 지원이 더 나은 simpleperf도 포함되어 있다.